# Opus musivum
Pour les articles homonymes, voir Opus.

L'opus musivum est une technique de mosaïque utilisant de la pâte de verre.

## Origine
Henri Stern a montré que les origines de l’opus musivum sont à rechercher dans les revêtements des grottes-nymphées de la fin de la République et des plus anciennes fontaines de Pompéi. Il se compose à l'origine de trois éléments : le pumex, pierre ponce, ou les concrétions calcaires qui peuvent le remplacer, les coquillages, et un pigment coloré, le « bleu égyptien » ; ce n'est que dans un deuxième temps que les tessères cubiques caractéristiques de la mosaïque et la pâte de verre vont apparaître.